# Suzon (Varèze)
Pour les articles homonymes, voir Suzon et Varèze (homonymie).
 (mai 2014).
Le Suzon est  un ruisseau dans le département de l'Isère, dans la région Auvergne-Rhône-Alpes, et un affluent droit de la Varèze, donc un sous-affluent du Rhône.

## Géographie
D'une longueur de 11,6 kilomètres, le Suzon prend sa source sur la commune de Saint-Sorlin-de-Vienne, à l'altitude 404 mètres, dans la forêt domaniale des Révolets. Dans la partie haute, sur la commune de Saint-Sorlin-de-Vienne, le Suzon s'appelle le ruisseau du Bois Plantier. Elle coule globalement du nord-est vers le sud-ouest. Elle conflue avec la Varèze, sur la commune de Auberives-sur-Varèze, à l'altitude 192 mètres, entre la Route nationale 7 et l'A7 l'Autoroute française A7 ou autoroute du Soleil.

## Communes et cantons traversés
Dans le seul département de l'Isère, le Suzon traverse cinq communes et deux cantons :
- dans le sens amont vers aval : Saint-Sorlin-de-Vienne (source), Jardin, Les Côtes-d'Arey, Cheyssieu, Auberives-sur-Varèze (confluence).

Soit en termes de cantons la Varèze prend source dans le canton de Vienne-Sud et conflue dans le canton de Roussillon.

## Affluents
Le Suzon a deux affluents référencés :
- le ruisseau de Bouzon (rg) 3 km sur les deux communes de Cheyssieu et Les Côtes-d'Arey.
- le ruisseau le Garaz, ou le Caraz[2] (rd) 3,2 km sur les trois communes de Auberives-sur-Varèze, Cheyssieu et Les Côtes-d'Arey.